# Аванска династија
Аванска династија била је прва династија у историји Елама, основана од стране краља Пелија у праскозорје историје. Сматра се да је имала важан утицај на збивања у Сумеру у најранијем периоду историје, с обзиром да њени сукоби с Месопотамијом датирају од краља Енмебарагесија од Киша ( 2600. п. н. е.), који их је поразио, исто као и сумерски краљ Еанатум I од Лагаша. 
Аван је назив за древни град или регију Елама чија локација није данас прецизно одређена, али се претпоставља да је била северно од Сузе, или чак у јужном Луристану, близу Дезфула.

## Елам и Сумер
Да је династија из Авана имала важан утицај на Месопотамију најбоље сведочи Сумерски попис краљева, који тврди да су њена три (неименована) владара краљевала Сумером укупно 356 година. 
Попис кралејава пронађен на тлу самог Елама наводи 12 краљева династије Аван. Иако тај и други документ нису потпуно поуздани, историчари на темељу њега претпостављају да је Елам у то доба имао развијене трговачке односе са Сумером, поготово са снажним градовима-државама као што су Лагаш - из њега су Еламити увозили житарице, а извозили стоку, вуну, робове и сребро.
С друге стране су повремено избијали сукоби због настојања Лагаша и Киша да завладају тржиштем Варакшеа, краљевства источно од Елама на Иранској висоравни, а које је било извором луксузне робе, поготово драгог камења. 
Број извора о Еламу и династији Аван се повећао у доба Акадског царства ( 2350. п. н. е.), када се спомињу походи акадских владара на Иранску вирсораван. Тако је Саргон Акадски покорио Лух-ишана од Авана, који је касније, зајдно с краљем Сидгауом од Варакшеа, без успеха дизао устанак против његовог сина Римуша.И краљ Нарам-Син је такође покорио краља Хишеп-ратепа од Авана, који је такође за савезника имао краља Варакшеа (Мархаши). Након тога су краљеви Авана постали акадски вазали, а о чему сведочи мировни уговор - један од првих у историји - између Нарам-сина и неименованог краља (највероватније Ките или Хелуа). Реч је о најстаријем документу на еламском клинастом писму.
Иако је династија Аван била поражена, Елам је избегао потпуни пораз. Главни град Аншан у планинском делу Јужног Ирана, никад није пао под Акађане. Напротив, многи верују да је еламска опасност довела до пропасти Акадског царства.

## Врхунац Аванске династије
Династија Аван је искористила слабљење акадске власти. Око године 2240. п. н. е. на пријесто је дошао Кутик Иншушинак (или Пузур-Иншушинак), који је за рачун Акађана владао Сусом. Он је ослободио Аван и Елам од акадске власти.
Под његовом влашћу Суза је постала главни град и почела да се пуни храмовима и споменицима. Кутик Иншушинак је потом поразио бунтовничке градове Кимаш и Хуртум, прогласио се краљем и освојио дотадашњу престолницу Аншан. Након тога су уследили походи на север Месопотамије, где је освојен сумерски град Ешнуна. Након што је освојио Акад, прогласио се за краља четири стране света. Касније је Еламићане победио Ур-Наму од Ура, оснивач Треће династије Ура.
Након тога династија Аван нестаје из историјских записа, а замењује је династија Шимашки.

## Владари Аванске династије
- Пели ( 2450. п. н. е.)
- Тар, Тари ор Тата
- Уку-тахиш
- Хишур
- Шушун-тарана
- Напил-хуш,
- Кику-сиве-темти
- Лух-ишан
- Хишеп-ратеп
- Ешпум (?)
- Илишмани (?)
- Епирмупи (?)
- Хелу ( 2300-2280. п. н. е.)
- Хита ( 2280-2250. п. н. е.)
- (акадска власт)
- (Шимпишук)
- Кутик Иншушинак ( 2240-2220. п. н. е.)
- (нео-сумерска власт)